# Ruttya ovata
Ruttya ovata är en akantusväxtart som beskrevs av William Henry Harvey. Ruttya ovata ingår i släktet Ruttya och familjen akantusväxter. Inga underarter finns listade i Catalogue of Life.